# 파브리치오 론조네
파브리치오 론조네(이탈리아어: Fabrizio Rongione, 1973년 3월 3일 ~ )는 벨기에의 배우, 각본가, 영화 제작자이다. 이탈리아인 부모 사이에서 태어났다. 유명한 작품으로 《내일을 위한 시간》(2014)이 있으며 특히 다르덴 형제의 작품에 지속적으로 출연하고 있다. 그는 2013년과 2014년 마그리트상을 수상했다.

## 출연 작품
- 로제타(1999) - 리케 역
- 더 차일드(2005)
- 폴리 프라이브(2006)
- 라스트 갱(2007)
- 로나의 침묵(2008) - 파블로 역
- 더 프론트 라인(2009) - 피에로 역
- 자전거 탄 소년(2011)
- 베일을 쓴 소녀(2013)
- 내일을 위한 시간(2014) - 주연